# Isla Europa
Isla Europa (en francés Île Europa), isla tropical de 28 km² de superficie, ubicada en el canal de Mozambique, aproximadamente a mitad de camino entre Madagascar y Mozambique a 22°20′S, 40°22′E. Posee 22,2 km de litoral pero no cuenta con puertos.
Forma parte de las Islas Dispersas del Océano Índico. Su soberanía es reclamada por Madagascar.
Ecológicamente, pertenece a la ecorregión denominada matorral xerófilo de las islas Europa y Bassas da India.